# 小行星1498
小行星1498（1498 Lahti）是一颗主带小行星，是爾約·維薩拉在1938年9月16日于图尔库发现的。
該小行星以芬兰的城市拉赫蒂命名。